# Бойга багатосмуга
Бойга багатосмуга (Boiga multifasciata) — вид змій родини вужеві (Colubridae) роду Бойга (Boiga).

## Морфологічна характеристика
Це сірувата змія з косими чорними поперечинами і має ряд білявих плям вздовж хребетної лінії. На голові у неї є пара чорних смуг від лоба до потилиці, інша чорна смуга від ока до спайки щелеп, а інша по потилиці. Верхні губи з чорними краями. Дорослі сягають близько 875 мм (34,5 дюйма) загальної довжини.

## Поширення
Вид розповсюджений в Індії (Хімачал-Прадеш та Сіккім), Непалі та Бутані.